# Gordon Brown
James Gordon Brown (sinh năm 1951) là Thủ tướng của Vương quốc Anh và là lãnh đạo của Đảng Lao động (Công đảng) từ năm 2007 đến năm 2010. Trước đó, Brown phục vụ trong nội các Tony Blair với cương vị Bộ trưởng Tài chính từ ngày 2 tháng 5 năm 1997 đến ngày 27 tháng 6 năm 2007. Ông cũng là thành viên Quốc hội đại diện khu vực Kircaldy và Cowdenbeath từ năm 1983. Người kế nhiệm ông là David Cameron, lãnh đạo Đảng Bảo Thủ.

## Tuổi trẻ
James Gordon Brown sinh ngày 20 tháng 2 năm 1951 tại Govan, Glasgow, Scotland, mặc dù đôi khi các phương tiện truyền thông ghi nơi sinh của ông là Giffnock, Renfrewshire, là con của John Ebenezer Brown, một mục sư thuộc Giáo hội Scotland (Trưởng Lão), John qua đời năm 1998, hưởng thọ 84 tuổi. Brown chịu ảnh hưởng sâu đậm từ cha. Mẹ của Brown, Elizabeth, qua đời năm 2004 ở tuổi 86. Gordon lớn lên cùng hai anh trai, John và Andrew Brown, ở Kirkcaldy. Gordon Brown đã theo học tại trường tiểu học Tây Kirkcaldy và trường trung học Kirkcaldy. Giống nhiều nhân vật nổi tiếng người Scotland khác có xuất thân giống Brown, ông thường được nhắc đến như là "con mục sư".
Lúc 16 tuổi, Gordon vào Đại học Edinburg, theo học môn lịch sử. Do bị rách võng mạc trong một trận đấu bóng bầu dục (rugby), Brown bị mù mắt trái, và phải dùng mắt giả.
Năm 1972, Brown tốt nghiệp Đại học Edinburg với bằng Thạc sĩ hạng tối ưu, rồi tiếp tục hoàn tất chương trình Tiến sĩ năm 1982, với luận án tựa đề Đảng Lao động và sự Thay đổi Chính trị tại Scotland 1918-29.
Năm 1972, khi đang là sinh viên, Brown đắc cử chức Ủy viên (Rector) Đại học Edinburg, tham dự các buổi họp của Hội đồng Quản trị (University Court). Brown phục vụ ở cương vị này cho đến năm 1975. Brown từng giảng dạy tại Edinburg, và là giảng viên môn chính trị học tại Đại học Glasgow Caledonian từ năm 1976 đến 1980. Ông cũng làm việc cho Đài Truyền hình Scotland (Scottish Television) cho đến khi đắc cử vào Quốc hội năm 1983.
Trong cuộc tổng tuyển cử năm 1979, Brown ra tranh cử tại hạt bầu cử Edinburg South, nhưng bị thất bại trước ứng cử viên Đảng Bảo thủ Michael Ancram.

## Đắc cử vào quốc hội
Trong lần tranh cử thứ hai vào cuộc tổng tuyển cử năm 1983, Brown đắc cử vào Quốc hội với tư cách là Dân biểu Đảng Lao động đại diện khu vực Dunfermline East. Năm 1985, Brown được chọn làm phát ngôn nhân cho phe đối lập về Thương mại và Công nghiệp. Năm 1986, Brown cho xuất bản quyển tiểu sử James Maxton, một chính trị gia Đảng Lao động Độc lập, tác phẩm này trước đây là luận án tiến sĩ của ông. Từ năm 1987 đến 1989, Brown là Quốc vụ Khanh Tài chính, rồi Bộ trưởng Thương mại và Công nghiệp cho phe đối lập, trước khi trở thành Bộ trưởng Tài chính cho phe đối lập vào năm 1992.

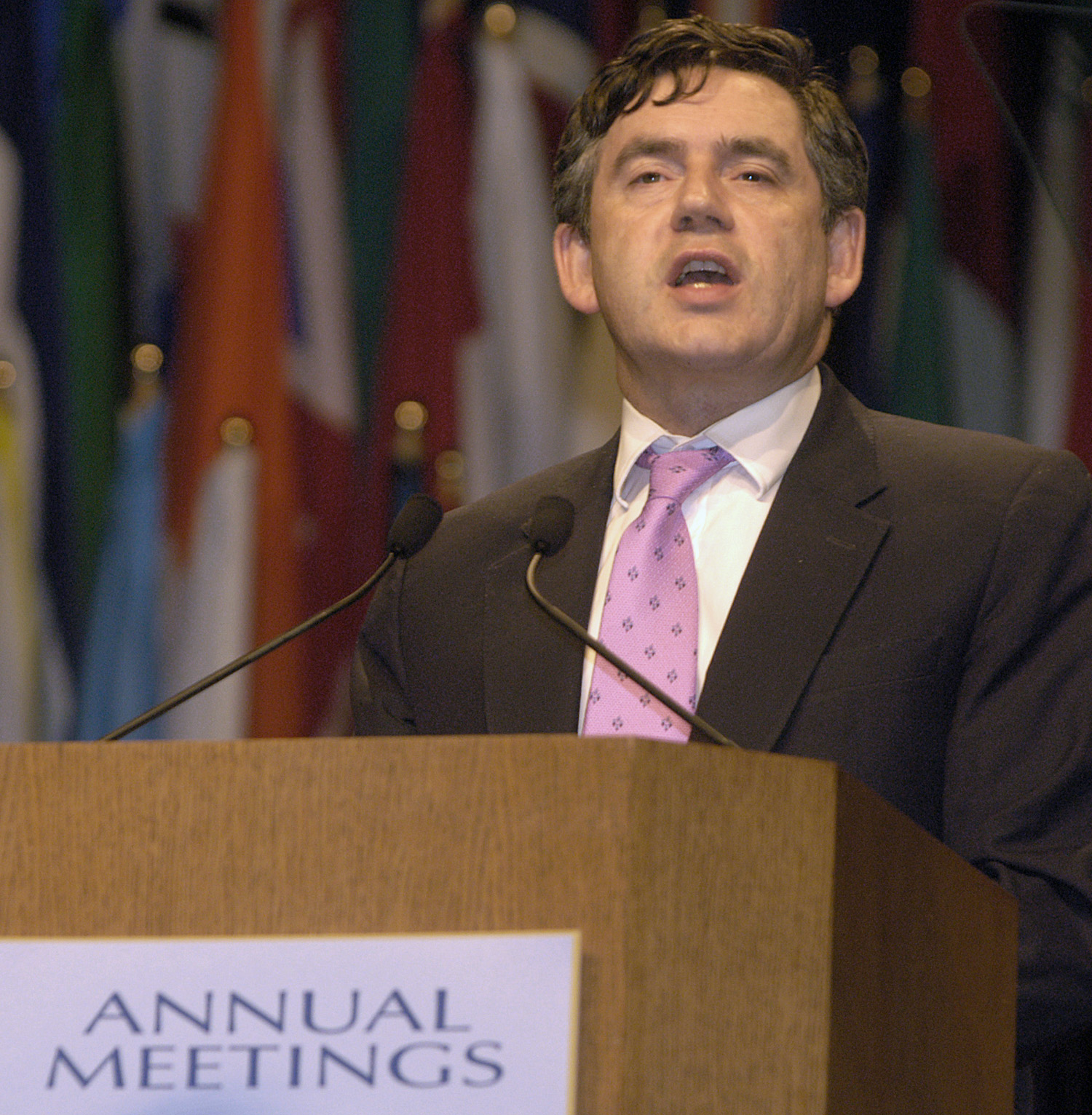
Gordon Brown phát biểu tại hội nghị thường niên của WB/IMF năm 2002

Sau cái chết đột ngột của lãnh tụ Đảng Lao động John Smith vào tháng 5 năm 1994, Brown được xem là ứng cử viên cho vị trí lãnh đạo đảng, nhưng ông từ chối tranh chấp vị trí này để nhường chỗ cho Tony Blair. Đã có những lời đồn đại cho rằng có một thỏa thuận giữa Blair và Brown khi hai người gặp nhau tại nhà hàng Granita ở Islington, theo đó Blair hứa dành cho Brown quyền kiểm soát chính sách kinh tế, đổi lại Brown đồng ý rút lui khỏi cuộc đua tranh quyền lãnh đạo đảng. Dù những lời đồn đại có thật hay không thì mối quan hệ giữa Blair và Brown là trọng tâm sức mạnh của các "đảng viên Lao động mới", và họ luôn tỏ ra đoàn kết trước công chúng, dù nhiều người tin rằng vẫn còn tiềm ẩn những bất đồng giữa hai người.
Trong tư cách Bộ trưởng Tài chính phe đối lập, Brown nỗ lực xây dựng hình ảnh một chuyên gia tài chính tài năng sẵn sàng cho nhiệm vụ chính thức hầu có thể tái khẳng định với giới doanh gia và tầng lớp trung lưu rằng Đảng Lao động xứng đáng với sự tin tưởng của họ để điều hành nền kinh tế trong nỗ lực kìm hãm lạm phát, hạ thấp số người thất nghiệp và cắt giảm chi tiêu – là những vấn nạn của nền kinh tế Anh trong thập niên 1970. Ông công khai thừa nhận đảng Lao động sẽ theo đuổi các kế hoạch chi tiêu của đảng Bảo thủ trong thời gian hai năm kể từ lúc nắm quyền.
Sau lần tái tổ chức các đơn vị bầu cử ở Scotland, Brown đại điện cho hạt bầu cử Kircaldy và Cowdenbeath trong kỳ bầu cử năm 2005.

## Bộ trưởng Tài chính
Trong thời gian 10 năm 2 tháng đảm trách chức Bộ trưởng Tài chính, Brown đã thiết lập được vài kỷ lục. Ông là bộ trưởng thuộc Đảng Lao động ở chức vụ này lâu nhất từ trước tới nay, cũng là chính trị gia giữ ghế bộ trưởng tài chính lâu nhất trong một thời gian liên tục kể từ Nicholas Vansitart, ông này giữ chức bộ trưởng tài chính từ năm 1812 đến 1823. Tuy nhiên, William Glastone là người có thời gian đảm trách chức vụ bộ trưởng tài chính dài nhất, tổng cộng là 12 năm 4 tháng, nhưng trong bốn nhiệm kỳ riêng biệt trong quãng thời gian từ năm 1852 đến 1882.

### Thành quả
Theo website của Thủ tướng, có ba thành tựu đặc biệt trong suốt một thập niên đương chức của Brown: Brown đã dẫn dắt "thời kỳ tăng trưởng lâu dài nhất", biến Ngân hàng Anh Quốc thành một định chế độc lập, và kiến tạo một thỏa ước về nạn nghèo đói và thay đổi khí hậu tại hội nghị thượng đỉnh G8 năm 2005.
- Ngân hàng Anh Quốc: Sau khi đảm nhiệm chức trách Bộ trưởng Tài chính, Brow dành cho Ngân hàng Anh Quốc quyền điều hành độc lập chính sách tiền tệ, như thế định chế này được trao trách nhiệm ấn định các loại lãi suất.
- Thuế: Trong kỳ bầu cử năm 1997, Brown cam kết không tăng thuế lợi tức. Sau khi nhậm chức bộ trưởng tài chính, ông cắt giảm mức thuế khởi tính từ 20% xuống còn 10% trong năm 1999 trước khi hủy bỏ mức thuế khởi tính năm 2007, giảm mức thuế căn bản từ 23% xuống 20%. Thuế lợi tức đánh trên các công ty cũng giảm từ 33% xuống 28%, riêng đối với các doanh nghiệp nhỏ từ 24% xuống còn 19%.[23]
- Tăng trưởng: Một báo cáo của OECD[24] cho thấy từ năm 1997 đến 2006, mức tăng trưởng trung bình của Anh là 2.7%, cao hơn mức trung bình 2.1% của khu vực đồng Euro. Tỷ lệ lao động thất nghiệp tại Anh là 5.5%,[25] giảm từ 7% năm 1997 và thấp hơn mức trung bình 8.1% của khu vực đồng euro.
- Vàng: Từ năm 1999 đến 2002, Brown cho bán 60% lượng vàng dự trữ của Anh với giá 275 USD một ounce.[26] Quyết định này của Brown bị nhiều người xem là "một thảm họa trong cung cách quản trị tài sản trong thương trường quốc tế"[27] vì Brown tung số vàng ra bán vào thời gian cuối kết thúc giai đoạn kéo dài 20 năm giá vàng đứng ở mức thấp. Brown cũng cố thuyết phục IMF hành động tương tự như bị từ chối. Thương vụ bán vàng này đã mang đến cho ông biệt danh "Brown vàng" nhái theo bài hát The Stranglers.
- Xóa nợ: Brown tin rằng quyết định xóa những khoản nợ không thể hoàn trả cho các nước thuộc thế giới thứ ba là cần thiết, nhưng không chủ trương xóa tất cả nợ.[28] Ngày 20 tháng 4 năm 2006, trong một bài diễn văn đọc trước đại sứ các nước tại Liên Hợp Quốc, Brown đã phác họa quan điểm "Xanh" về sự phát triển toàn cầu.

### Phân tích Chính sách
- Tăng trưởng: Brown tin rằng nhiệm kỳ Bộ trưởng Tài chính của ông là giai đoạn củng cố sự tăng trưởng kinh tế dài nhất trong lịch sử nước Anh.[29][30]
- Chống nghèo: Trung tâm Nghiên cứu Chính sách (Centre for Policy Studies) nhận ra rằng thành phần nghèo nhất chiếm một phần năm hộ gia đình toàn quốc chịu 6.8% tổng số thuế trong năm 1996-1997, và 6.9% tổng số thuế thu nộp trong năm 2004-2005 trong khi phần của họ được hưởng trong phúc lợi quốc gia bị cắt giảm từ 28.1% xuống 27.1%.[31]
- Thuế: Theo OECD thuế của Anh Quốc tăng từ 39.9% tổng sản phẩm quốc nội năm 1997 lên đến 42.4% năm 2006, cao hơn của nước Đức.[32] Nguyên nhân của sự gia tăng này được cho là do chính sách của chính phủ, không phải do tăng trưởng kinh tế.

## Kế nhiệm Blair

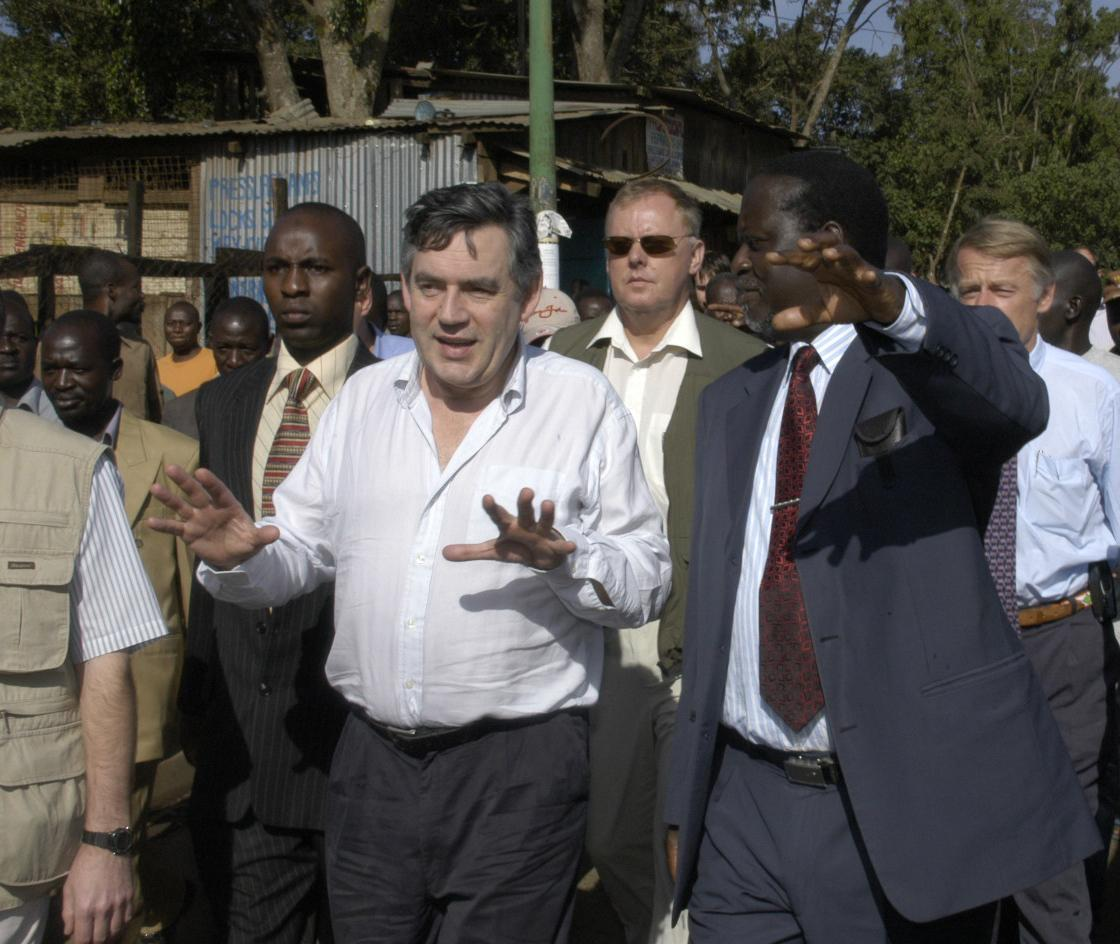
Gordon Brown thăm một khu ổ chuột ở Nairobi, Kenya năm 2005

Tháng 10 năm 2004, Tony Blair tuyên bố rút lui khỏi vị trí lãnh đạo đảng trong cuộc tổng tuyển cử lần thứ tư, nhưng sẽ tiếp tục phục vụ cho đến hết nhiệm kỳ thứ ba. Những tranh cãi về mối quan hệ giữa Brown và Blair tiếp tục kéo dài quá kỳ bầu cử năm 2005 khi Đảng Lao động vẫn duy trì thế đa số nhưng giảm số ghế trong quốc hội. Dù Brown và Blair hợp tác với nhau trong chiến dịch vận động nhưng xuất hiện trên các phương tiện truyền thông nước Anh những tin tức về mối bất hòa giữa hai người.
Bị áp lực từ bên trong đảng, ngày 7 tháng 9 năm 2006, Blair tuyên bố sẽ rút lui trong vòng một năm. Như vậy, Brown là ứng cử viên sáng giá nhất cho chức vụ thủ tướng, nhất là khi trong mắt của các đảng viên, ông là một chính khách có tầm nhìn trong cung cách lãnh đạo và có khả năng thích ứng với những biến đổi toàn cầu.
Brown là thủ tướng đầu tiên đến từ một hạt bầu cử ở Scotland kể từ Sir Alec Douglas-Home năm 1964. Ông cũng là một trong bốn thủ tướng không theo học tại Đại học Oxford và Đại học Cambridge, ba người kia là Bá tước đảo Bute (Đại học Leiden), Lord John Russell (Đại học Edinburgh), và Neville Chamberlain (Đại học Khoa học Mason, về sau là Đại học Birmingham). Trong khi đó, cũng có những thủ tướng chưa từng tốt nghiệp đại học như Công tước xứ Wellington, Benjamin Disraeli, David Lloyd George, Winston Churchill, James Callaghan, và John Major.
Từ tháng 1 năm 2007, báo chí tường thuật rằng Brown "không còn giữ kẽ về ý định muốn dời về ngôi nhà số 10 trong thời gian tới" - mặc dù rõ ràng ông và gia đình thích sống trong ngôi nhà rộng rãi hơn ở số 11 đường Downing (dành cho Bộ trưởng Tài chính). Trong tháng 1 năm 2007, khi nói chuyện ở Hội Fabian về chủ đề "Thập niên kế tiếp" Brown nhấn mạnh đến các vấn đề như giáo dục, phát triển quốc tế, thu hẹp khoảng cách giàu nghèo ("bình đẳng trong cơ hội và minh bạch trong lợi tức"), chấn hưng tinh thần dân tộc, phục hồi lòng tin trong chính trường, và tìm kiếm sự ủng hộ của người dân cho cuộc chiến chống khủng bố như là những ưu tiên hàng đầu của ông.

## Thủ tướng
Ngày 27 tháng 6 năm 2007, với sự chuẩn thuận của Nữ hoàng Elizabeth II, Brown trở thành Thủ tướng Anh.

### Chính sách
Trước đây, các quyền truyền thống được ủy nhiệm cho thủ tướng như tuyên chiến và phê chuẩn việc bổ nhiệm các chức vụ quan trọng vẫn được xem những đặc quyền của hoàng gia, nay Brown muốn chuyển các quyền này cho Quốc hội. Ông muốn Quốc hội giành quyền phê chuẩn hiệp ước và thêm quyền giám sát các cơ quan tình báo. Brown cũng muốn chuyển giao một số quyền của Quốc hội cho công dân.
Trong khi vận động tranh cử, Brown cam kết:
- Chấm dứt tham nhũng: Brown nhấn mạnh đến việc bài trừ tham nhũng. Nhiều người tin rằng ông sẽ giới thiệu một bộ luật mới với những quy định rõ ràng về tiêu chuẩn và tư cách của các bộ trưởng.
- Cải cách Hiến pháp: Trong một bài diễn văn, Brown nói rằng ông muốn có một "hiến pháp tốt hơn" quy định rõ "quyền và trách nhiệm của một công dân Anh hiện đại". Ông dự định tổ chức một hội nghị nhằm tăng thêm quyền cho Quốc hội và thiết lập sự cân bằng quyền lực giữa trung ương và địa phương. Brown cho biết ông sẽ dành cho Quốc hội quyền quyết định tối hậu trong việc điều động quân cho các hoạt động quân sự.
- Gia cư: Các hạn chế về quy hoạch nhà ở chắc chắn sẽ được nới lỏng. Brown nói ông muốn tung thêm đất đai ra thị trường trong khuôn khổ của các đề án phân phối đất hợp lý. Ông ủng hộ kế hoạch xây dựng thêm năm thị trấn sinh thái, mỗi nơi cung cấp chỗ ở cho 10 000 đến 20 000 cư dân – con số tổng cộng sẽ là 100 000 người.

### Ngoại giao
Dù tiếp tục ủng hộ Chiến tranh Iraq, tháng 6 năm 2007 trong một bài diễn văn, Brown cho rằng nên "rút ra những bài học" từ những sai lầm ở Iraq.
Trong một lần nói chuyện tại Israel vào tháng 4 năm 2007, Brown cho biết:

Nhiều người trong số quý vị có mặt ở đây biết rằng mối quan tâm của tôi đối với Israel và cộng đồng Do Thái đã có từ lâu... Thân phụ của tôi là chủ tịch Ủy ban Israel của Giáo hội Scotland...Quan điểm của tôi là rất rõ ràng... về lịch sử Israel, về những thử thách và khổ nạn mà dân tộc Do Thái đã gánh chịu, về những đau thương và những mất mát khủng khiếp trong vụ Holocaust, cũng như cuộc đấu tranh phi thường của một dân tộc đã tạo dựng cho mình quê hương kỳ diệu này.

#### Bang giao với Hoa Kỳ

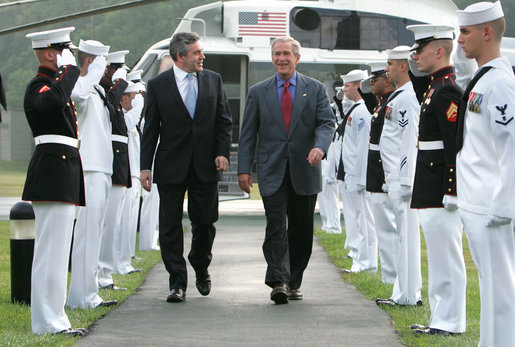
Brown và Tổng thống Hoa Kỳ
George W. Bush

Những phát biểu của Douglas Alexander, một phụ tá thân cận của Brown, tại Washington, D. C. được xem là chỉ dấu cho sự thay đổi trong chính sách, cũng là một lời nhắn gởi cho Hoa Kỳ,: "Trong thế kỷ XXI, khi sử dụng sức mạnh chúng ta cần cân nhắc xem sẽ xây dựng được điều gì... cần phải thể hiện trong lời nói và hành động rằng chúng ta là những người ủng hộ tinh thần quốc tế, không phải là những kẻ chủ trương hành động đơn độc, là những người hợp tác đa phương, không phải hành động đơn phương, tích cực chứ không thụ động, và được thúc đẩy bởi những giá trị nền tảng, chứ không phải vì những ích lợi nhất thời."
Tuy nhiên, phát ngôn nhân phủ thủ tướng bác bỏ những suy diễn cho rằng Alexander muốn nước Anh xa lánh Hoa Kỳ, nhưng nhấn mạnh rằng Anh Quốc không nhất thiết phải, theo cách nói của Tony Blair, "chung vai sát cánh" với George W. Bush trong những vụ can thiệp quân sự.
Brown cũng từng làm rõ quan điểm của mình: "Không ai được phép phân rẽ chúng tôi với Hoa Kỳ trong những vấn đề liên quan đến các thách thức chung mà hai bên cùng đối đầu trên khắp thế giới. Tôi nghĩ mọi người cần nhớ rằng mối quan hệ giữa nước Anh và nước Mỹ, giữa thủ tướng Anh và tổng thống Mỹ được xây dựng trên những điều hai bên cùng chia sẻ, đó là những giá trị lâu dài về tầm quan trọng của sự tự do, cơ hội, và nhân phẩm. Tôi sẽ tiếp tục làm việc cận kề, như Tony Blair từng làm, với chính phủ Mỹ."

## Hôn nhân và Gia đình
Trong số những bạn gái thời trai trẻ của Brown có nhà báo Sheena McDonald, Marion Calder, và công chúa Margarita, trưởng nữ của nhà vua România lưu vong, Michael. Margarita kể lại: "Đó là một mối tình nghiêm túc và lãng mạn. Tôi chưa bao giờ hết yêu anh ấy nhưng vào một ngày tôi nhận thấy có cái gì bất ổn, đó là chính trị, chính trị, và chính trị, và tôi thấy mình hụt hẫng."

Brown kết hôn với Sarah Macaulay, hôn lễ được tổ chức riêng tư tại nhà ở North Queensferry, Fife, ngày 3 tháng 8 năm 2000. Ngày 28 tháng 12 năm 2001, Sarah sinh non, con gái của họ, Jennifer Jane chết ngày 8 tháng 1 năm 2002. Gordon Brown nhận xét:

Tôi không nghĩ cuộc sống chúng tôi có thể giống như trước, biến cố này khiến chúng tôi biết điều gì là quan trọng. Nó giúp chúng tôi biết tận dụng thì giờ, khiến chúng tôi quyết tâm hơn, và phải hoàn thành điều nên làm, chúng tôi phải sống như thế. Jennifer đã mở mắt cho chúng tôi.
Họ có hai con, John và James Fraser. Tháng 11 năm 2006, James Fraser được chẩn đoán mắc chứng xơ nang (cystic fibrosis).
Không giống Cherie Blair, Sarah Brown ít khi xuất hiện cùng chồng trước công chúng. Dù muốn bảo vệ cuộc sống riêng tư, bà phải thừa nhận rằng cuộc sống của bà đã thay đổi từ khi dọn đến ngôi nhà số 10 đường Downing. Bà không chịu để báo chí hoặc truyền hình phỏng vấn. Cũng cần biết Brown chưa hề có bằng lái xe.

### Tác phẩm
- Brown, Gordon (2007). Britain's Everyday Heroes. Mainstream Publishing. ISBN 978-1-8459-6307-1.
- Brown, Gordon (2007). Courage: Eight Portraits. Bloomsbury. ISBN 978-0-7475-6532-1.
- Brown, Gordon (2006). Wilf Stevenson (biên tập). Speeches 1997-2006. Bloomsbury. ISBN 978-0-7475-8837-5.
- Brown, Gordon (ed.) (1995). Values, Visions and Voices: An Anthology of Socialism. Wright, Tony (ed.). Mainstream Publishing. ISBN 978-1-85158-731-5. {{Chú thích sách}}: |first= có tên chung (trợ giúp)
- Brown, Gordon (1989). Where There's Greed: Margaret Thatcher and the Betrayal of Britain's Future. Mainstream Publishing. ISBN 978-1-85158-228-0.
- Brown, Gordon (ed.) (1987). Scotland: The Real Divide. Cook, Robin (ed.). Mainstream Publishing. ISBN 978-0-906391-18-1. {{Chú thích sách}}: |first= có tên chung (trợ giúp)
- Brown, Gordon (1986). Maxton: A Biography. Mainstream Publishing. ISBN 978-1-85158-042-2.

### Tiểu sử
- Bower, Tom (2003). Gordon Brown. HarperCollins. ISBN 978-0-00-717540-6.
- Jefferys, Kevin (2002). Labour forces from Ernie Bevin to Gordon Brown. IB Taurus Publishing. ISBN 978-1-4175-1633-9.
- Keegan, William (2003). The Prudence of Mr. Gordon Brown. Wiley. ISBN 978-0-470-84697-1.
- Rosen, Greg (ed.) (2002). Dictionary of Labour Biography. Methuen. ISBN 978-1-902301-18-1. {{Chú thích sách}}: |first= có tên chung (trợ giúp)
- Naughtie, James (2001). The Rivals: The Intimate Story of a Political Marriage. Fourth Estate. ISBN 978-1-84115-473-2.
- Peston, Robert (2005). Brown's Britain: How Gordon Runs the Show. Short Books. ISBN 978-1-904095-67-5.
- Routledge, Paul (1998). Gordon Brown: The Biography. Simon & Schuster. ISBN 978-0-684-81954-9.

### Sách khác
- Pym, Hugh (1998). Gordon Brown the First Year in Power. Kochan, Nick. Bloomsbury. ISBN 978-0-7475-3701-4.
- Rawnsley, Andrew (2001). Servants of the people:The inside story of New Labour. Penguin Books. ISBN 978-0-14-027850-7.
- Rosen, Greg (2005). Old Labour to New:The Dreams that Inspired, the Battles that Divided. Politicos Publishing. ISBN 978-1-84275-045-2.
- Routledge, Paul (2003). Bumper Book of British Lefties. Politicos Publishing. ISBN 978-1-84275-064-3.